# La Vierge à l'Enfant avec deux anges et Jean-Baptiste
Pour les articles homonymes, voir La Vierge à l'Enfant.
La Vierge à l'Enfant avec deux anges et Jean-Baptiste (en italien : Madonna con Bambino, San Giovannino e due angeli) est une peinture religieuse de Sandro Botticelli, datant de 1470 environ, conservée à la  Galleria dell'Accademia à Florence et exposée dans la sala del Colosso.

## Historique
L'œuvre provient de l'hôpital Santa Maria Nuova et est généralement attribuée à Sandro Botticelli. Néanmoins ceci est contesté par Herbert Horne et Adolfo Venturi qui la considèrent comme une « œuvre d'école » à cause de diverses « simplifications » dans le visage des anges. La datation précoce et les affinités entre la toile La Vierge à l'Enfant et Deux anges et la Madone à la Roseraie vont dans le sens de ces incertitudes.
Elle figure sur l'inventaire des Musées de Florence du 1890 au no 3166.

## Thème
L'œuvre reprend une figure de l'iconographie chrétienne : celle de la Vierge à l'Enfant, présentant la Vierge Marie avec l'Enfant Jésus, ici en compagnie de saint Jean-Baptiste présenté jeune (et non pas enfant comme c'est souvent le cas) et de deux figures célestes, des anges.

## Description
La Vierge, vêtue de ses traditionnelles couleurs rouge et bleu, est assise sur un trône représentant un séraphin rouge sur le  bas du siège; elle est tournée de trois-quarts vers la gauche, et, de sa main gauche, elle tient légèrement par le bas du corps l'Enfant   qui tend les bras vers elle. Ce dernier est soutenu par un ange qui le tient de la main droite au bas du dos en regardant Marie. Le second ange qui regarde intensément le spectateur est le « festaiolo », c'est-à-dire qu'il a le rôle de contact avec le public, comme le personnage des représentations sacrées du théâtre de la Renaissance qui expliquait entre autres les scènes aux spectateurs. Derrière et sur la droite, se trouve le jeune saint Jean-Baptiste avec ses attributs d'ermite dans le désert, peau de chameau et roseau croisé. L'arrière-plan est uni, un ciel dégradé de bleu.
La Vierge est finement coiffée avec les cheveux tenus par une fine coiffe et un voile fin retombant sur le front ; ses vêtements sont ornés de festons et de perles d’or que l’on retrouve dans les détails des auréoles que tous les  personnages portent.

## Analyse
La composition de l'œuvre témoigne de l'influence de Fra Filippo Lippi comme dans La Lippina (1465 environ), duquel dérivent l'attitude rêveuse et indifférente de la Vierge, la prédominance de la ligne du contour et le drapé vibrant.
Néanmoins les formes apparaissent désormais plus douces et souples, et assument des attitudes plus complexes que les œuvres de Lippi. La couleur vive du  contraste et le ton bronze dérivent des exemples d'Antonio Pollaiuolo. La physionomie de l'Enfant est désormais typique de Botticelli qui a abandonné les exemples de Verrocchio qu'il avait utilisés dans les œuvres précédentes. La tête de la Vierge, avec le menton en pointe, que l'on retrouve aussi dans La Madone de l'Eucharistie, La Vierge de la loggia et l'allégorie de la Force, toutes datables des mêmes années.
L'ambiance générale de l'œuvre, représentant des figures sérieuses, pensives, absorbées dans leur propre beauté, est mélancolique et contemplative, accentuée par la délicatesse des tons en clair obscur dans les carnations et dans les vêtements.

## Sources
- (it) Cet article est partiellement ou en totalité issu de l’article de Wikipédia en italien intitulé « Madonna col Bambino, due angeli e Giovanni Battista » (voir la liste des auteurs).